# Metone

Mapa de la Antigua Macedonia con la posible ubicación de Metone, al norte de Pidna, junto al golfo Termaico.

Metone (en griego: Μεθώνη o Μεθώνα) fue una ciudad de la región de Pieria en Macedonia, en el golfo Termaico, mencionada en el Periplo de Pseudo Escílax. Fue una antigua colonia griega establecida en esta costa, probablemente por Eretria, hacia el 725 a. C. 
Según una tradición de Teopompo recogida por Estrabón, en su territorio, que estaba lleno de árboles fue donde se dispuso la flota de la coalición aquea que se dirigió a la guerra de Troya. Sin embargo, sus habitantes no quisieron participar en la expedición.
La ciudad fue ocupada por Atenas en tiempos del rey Pérdicas II de Macedonia para impedir que fuera asolada por el rey macedonio y para dar refugio a los macedonios descontentos.
En 354 o 353 a. C. la ciudad, que era la última posesión ateniense en la zona, fue atacada por Filipo II de Macedonia. Los atenienses la hacían servir como estación de personas privadas para interceptar el comercio de los macedonios y de Olinto y Potidea. Después de un largo asedio la ciudad se hubo de rendir, y los defensores pudieron salir libremente; las fortificaciones fueron arrasadas y las tierras donadas a colonos macedonios. Filipo II perdió un ojo en este asedio.
Estrabón la ubica a cuarenta estadios de Pidna y a setenta de Aloro. Leake la sitúa en Elefthero-khóri, a unos 3 km de la costa.